# Takashi Murakami
Takashi Murakami (村上 隆?, Murakami Takashi; Tokyo, 1º febbraio 1962) è un artista, scultore e pittore giapponese.
Uno degli artisti più noti nel panorama internazionale, nel 2008 la rivista Time lo ha definito il più influente rappresentante della cultura giapponese contemporanea. Le sue opere, ispirate dai temi e dagli stili cari all'iconografia di massa del suo paese, sono icone monumentali della cultura e della società del Giappone contemporaneo. Ha anche disegnato la copertina dell'album Graduation e Kids See Ghosts del rapper Kanye West.

## Biografia

### Esordi
Nato a Tokyo in una famiglia modesta (il padre era tassista e la madre casalinga), nel 1986 ha intrapreso gli studi di pittura giapponese tradizionale presso il dipartimento di Belle Arti dell'Università delle Arti (東京藝術大学?, Tōkyō Geijutsu Daigaku) di Tokyo. Il giovane Murakami era però più attratto dai manga e dagli anime. Odiava la povertà e desiderava diventare disegnatore di manga, essendo anche appassionato dalla cultura Otaku, che a suo avviso rappresentava il Giappone in cui stava vivendo. L'arte Nihonga che studiava invece non rispecchiava più il nuovo Giappone.
Il 1989 è l'anno del suo esordio a Tokyo, dove si tenne la sua prima mostra personale. Nel 1993 dà vita al personaggio di "Mr. Dob", da lui considerato il suo alter ego, che raffigurerà in molte delle sue opere. Nel 1994, dopo aver conseguito la laurea (1993) in pittura tradizionale Nihon-ga all'Università delle arti di Tokyo, vinse una borsa di studio del MoMA PS1 e si trasferì a New York, dove rimase affascinato dal lavoro di Jeff Koons. In quel periodo, per soddisfare le necessità produttive del suo lavoro, raccolse intorno a sé un gruppo di collaboratori, e si interessò all'idea di Factory di Andy Warhol e alle filosofie produttive di aziende cinematografiche come Disney, Lucasfilm e Studio Ghibli di Hayao Miyazaki.

### Carriera

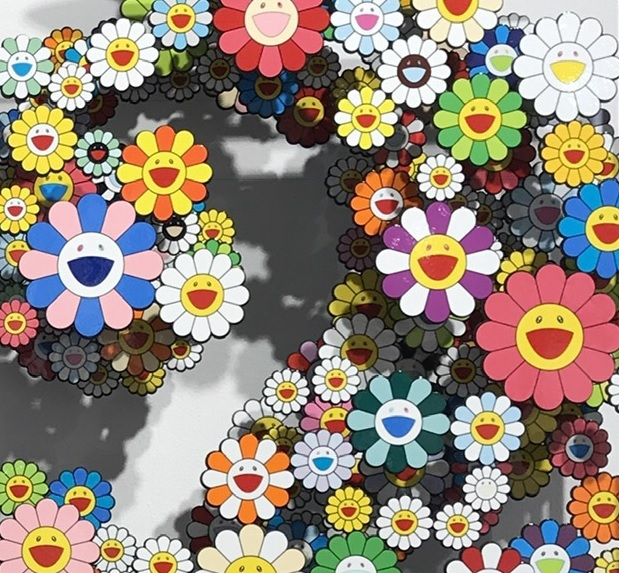
Particolare di un dipinto di Murakami conservato in un museo londinese

Nel 1995 è invitato alla Biennale di Venezia e l'anno successivo fonda a New York la Hiropon Factory. Nel 1999 espone al Museum of Modern Art di San Francisco. Nel 2001 espone al Walker Art Center di Minneapolis, al Museum of Contemporary Art di Tokyo, e al Museum of Fine Arts di Boston. Nello stesso anno, al MOCA di Los Angeles, Murakami cura una mostra intitolata Superflat. La mostra farà il giro del mondo in diverse edizioni, promuovendo il lavoro di 19 artisti giapponesi. Superflat è il manifesto programmatico ed estetico di Murakami, e diventa un nuovo movimento d'arte giapponese.
Da allora in poi Murakami incomincia a promuovere sistematicamente il valore di un'arte giapponese autonoma dalle influenze occidentali, capace di esprimere la realtà culturale del nuovo Giappone. Durante il 2001 la Hiropon Factory diventa Kaikai Kiki, collettivo di artisti e azienda, i cui obiettivi sono la produzione, la promozione e il sostegno degli artisti giapponesi emergenti. A questo scopo la società Kaikai Kiki organizza il festival GEISAI, per promuovere l'arte giapponese nel mondo. Nel 2009 Kaikai Kiki impiegava già circa 50 persone nella sede centrale di Tokyo e 20 persone nella sede di New York.
Nel 2002 espone alla Fondazione Cartier di Parigi, e l'anno successivo è di nuovo alla Biennale di Venezia. Nel 2005 il Palais de Tokyo ospita una sua mostra a Parigi. Nel 2003 Murakami, in collaborazione con lo stilista Marc Jacobs, disegna per Louis Vuitton la borsa Cherry Blossom, trasfigurando il logo dell'azienda in stile manga. La borsa, venduta a 5000 dollari, riscuote un successo enorme. Nel mese di giugno dello stesso anno François Pinault, il proprietario di Christie's, acquista per circa 1,5 milioni di dollari la scultura in fibra di vetro Tongari Kun.
Nel 2006 a Basilea, città dove ha sede la nota fiera d'arte Art Basel, si tiene la decima edizione di GEISAI, che promuove l'arte giapponese Superflat.l Nel 2007 realizza la copertina dell'album Graduation di Kanye West. Il 29 ottobre 2007 il MOCA di Los Angeles inaugura © Murakami, la prima grande mostra retrospettiva sull'artista. L'allestimento della mostra nel museo comprende anche un negozio che espone e vende gli oggetti di consumo di Murakami, tra cui le borse realizzate per Louis Vuitton Nel 2008 la mostra viene presentata al Brooklyn Museum di New York e successivamente al Museum für Moderne Kunst di Francoforte. Nel 2009 la mostra raggiunge il Guggenheim Museum di Bilbao.

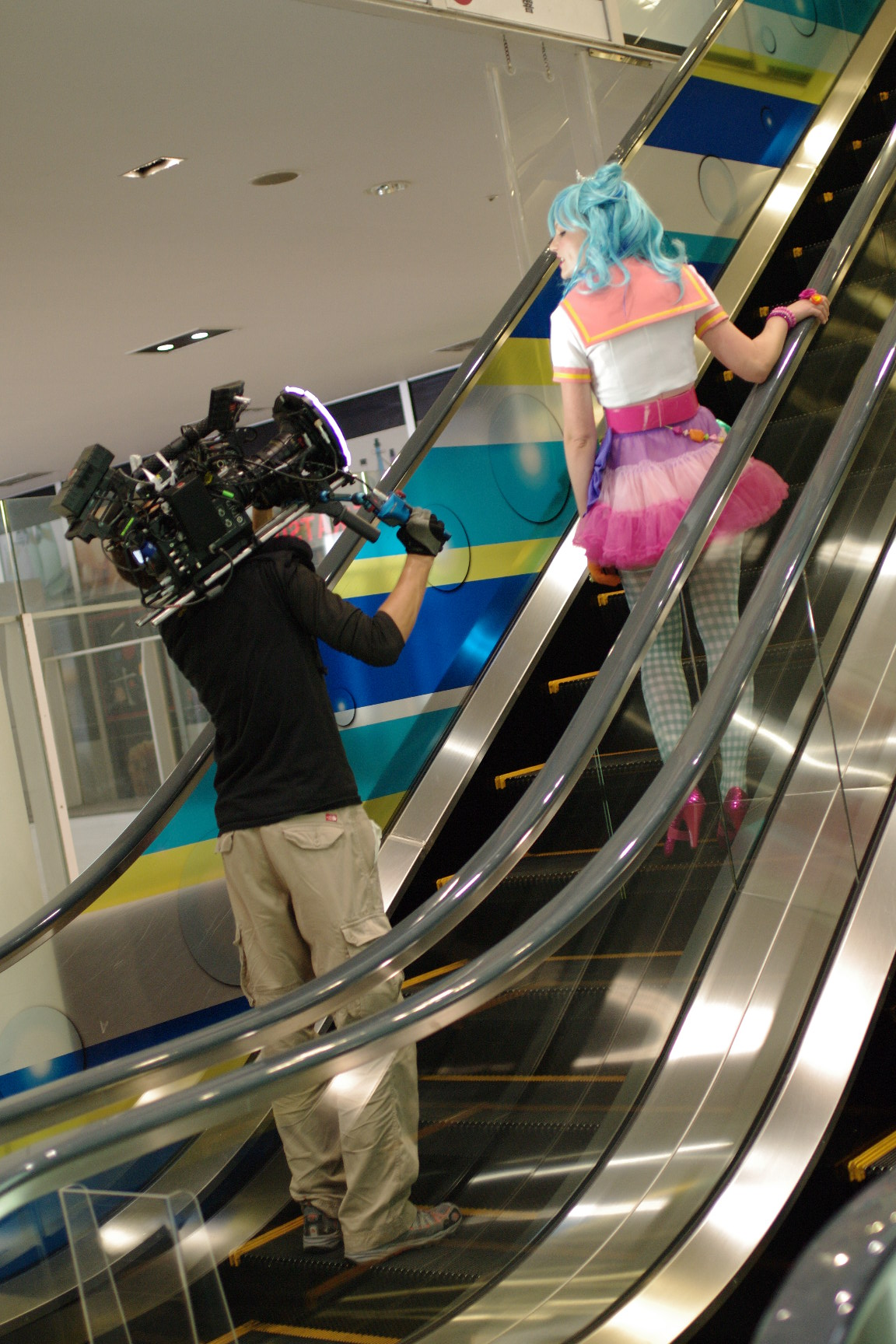
Kirsten Dunst durante le riprese del video Akihabara Majokko Princess (2009)

Nel maggio 2008 la scultura My Lonesome Cowboy è battuta a un'asta di Sotheby's per 15,2 milioni di dollari. Nello stesso anno la scultura Oval Buddha è esposta all'IBM Building a New York. Nel mese di aprile del 2009, in collaborazione con i creativi dell'agenzia SET, l'artista realizza per Louis Vuitton un Design QR, un tipo di codice QR formato dall'immagine di uno dei suoi personaggi e dal pattern colorato di Louis Vuitton. Il codice è leggibile dai telefonini e indirizza verso una pagina del sito web mobile giapponese di Louis Vuitton che promuove i prodotti frutto della collaborazione con l'artista. È la prima volta che Takashi Murakami si impegna in un progetto interattivo. Nell'agosto dello stesso anno collabora con il regista McG e l'attrice Kirsten Dunst alla realizzazione del cortometraggio intitolato Akihabara Majokko Princess. Nel video, girato a Tokyo e realizzato per la mostra Pop Life della Tate Modern di Londra, l'attrice canta il successo Turning Japanese dei Vapors indossando abiti dai colori sgargianti.
Nel 2010 la Reggia di Versailles ha ospitato la prima grande retrospettiva francese dell'artista. Alla mostra sono state esposte 22 opere, distribuite in 15 sale. La grande scultura dorata Oval Buddha è stata esposta nel Parterre d'eau del castello.
Dopo avere per molti anni lavorato ed esposto le sue opere soprattutto all'estero, nel 2024 cura a Kyoto la sua prima personale su larga scala in Giappone dopo otto anni, la prima fuori da Tokyo. Kyoto era stata nel periodo Edo il centro delle maggiori attività pittoriche, che fin da inizio carriera avevano attratto fortemente l'interesse di Murakami. Sono state esposte 170 opere per la maggior parte nuove.

## Estetica Superflat
Murakami è stato spesso definito un artista pop e paragonato a Andy Warhol per il fatto di essersi lasciato ispirare apertamente dalla cultura di massa. Nelle sue opere sono infatti evidenti i riferimenti all'iconografia degli anime e dei manga. Senza rinnegare l'interesse per l'attività di Warhol e di Jeff Koons, l'artista ha rivendicato la propria autonomia culturale, e dichiarato che i suoi riferimenti estetici sono essenzialmente legati alla cultura pop giapponese e al fenomeno Otaku.
Attingendo sia dai canoni estetici di bidimensionalità dall'arte del Giappone tradizionale, che dall'immaginario feticista e consumistico degli otaku, Murakami ha definito lo stile Superflat (super piatto), caratterizzato dall'integrazione di una grande varietà di elementi, della subcultura e della cultura giapponese come gli anime degli anni settanta, o provenienti dai dipinti del XVII secolo giapponese, dal Kabuki e dallo jōruri di epoca Edo, fusi e appiattiti in immagini dalle superfici levigate e dai colori brillanti. I temi estetici da cui attinge Murakami sono amplificati ed esaltati a tal punto da far emergere, nella sua poetica, questioni apparentemente assenti nelle tematiche kawaii dell'immaginario otaku. Nel 2000 l'artista aveva dichiarato di riconoscere nell'estetica otaku una manifestazione culturale, sottovalutata e ingiustamente disprezzata, che rispecchiava il nuovo Giappone.
Nel 2001 Murakami ha iniziato a diffondere la sua concezione estetica in cui si mescolano la tradizione, il pop e l'otaku (Po-ku), curando una mostra collettiva intitolata Superflat. La mostra era il manifesto di Murakami e di un collettivo di artisti giapponesi che si riconoscevano nella originalità culturale del Giappone contemporaneo.
Paragonando Superflat e otaku, il filosofo Hiroki Azuma ha rilevato che l'estetica Superflat fa anche riferimento alla perdita del senso dei confini tra l'originale e la copia, o tra l'autore e i consumatori, caratteristiche postmoderne tipiche della subcultura otaku.
Il concetto espresso dal manifesto Superflat non ha solo collegato i temi della pittura tradizionale giapponese con quelli della moderna cultura otaku, ma ha preso anche in considerazione secondo il "piatto" modo di vedere di Murakami la sensibilità e le dinamiche sociali dei giapponesi del dopoguerra, nonché l’economia, la politica, la cultura e la religione espresse nei Paesi capitalisti. Ha quindi innestato in diversi modi questo concetto nella sua crescita professionale creando una serie di opere che si collocano in modo critico rispetto al valore e al significato profondo dell'arte. La sua evoluzione può essere interpretata come un incessante tentativo di opporsi all'arte moderna internazionale dominata dai valori occidentali e prospettare nuovi elementi alternativi secondo un modello puramente giapponese.
Murakami è inoltre riuscito a rendere mobile e incerto il confine tra la cosiddetta high art, l'arte alta, destinata ai musei e ai ricchi collezionisti, e la low art, ovvero gli oggetti prodotti in serie e destinati al consumo di massa: la sua mostra © Murakami, un ventaglio della sua poliedrica attività creativa e commerciale, ospitava un negozio che vendeva i suoi oggetti di consumo.
Oltre ad aver disegnato una serie di borse per Louis Vuitton, vendute tra 1000 e 5000 dollari, ha prodotto e commercializzato agende, caramelle, giocattoli, pupazzi, skateboard, t-shirt, cuscini e carte da parati.
Se si escludono alcuni episodi isolati, come ad esempio gli oggetti che Claes Oldenburg vendeva nel 1960, questa capacità di penetrare il mercato a diversi livelli è un salto che la Pop art non aveva mai fatto in modo così deliberato e programmatico. Murakami ha intuito che in Giappone non esiste, come in occidente, un confine idealisticamente definito tra cultura alta e cultura bassa, tra arte e mercato, e ha riconosciuto senza pudori il desiderio delle masse di possedere oggetti legati a un immaginario. Il mercato dei prodotti derivati dell'industria culturale era già diffuso nel mondo dei manga e degli otaku, e più in generale nell'industria dell'intrattenimento.
La sua filosofia commerciale è dunque il frutto del modo di pensare giapponese, unito alla lezione della Pop art e a quanto l'artista ha appreso interessandosi ai metodi utilizzati da aziende cinematografiche come Disney, Lucasfilm e Studio Ghibli di Hayao Miyazaki. Questo approccio, estetico e imprenditoriale, gli ha permesso di riuscire a penetrare il mercato dell'arte elitaria internazionale e contemporaneamente di vendere, attraverso aziende terze, oggetti destinati al mercato di massa, inventando e promuovendo i brand Kaikai Kiki e GEISAI.

## Opere
Murakami realizza le sue opere con il contributo di diversi collaboratori presso gli studi Kaikai Kiki a Tokyo e a New York.

### Dipinti
- Super nova, 1999.
- Kawaii! Summer holiday, 2002.
- If the Double Helix Wakes Up..., 2002. Acrilico su tela, cm 250,2 x 399,4.

### Sculture
- Mr. Dob, 1992.
- Hiropon, 1997.
- My Lonesome cowboy, 1998.
- Oval Buddha, 2007.

### Libri
- Takashi Murakami. Superflat. MADRA Publishing, 2000, pp 162. ISBN 4-944079-20-6
- Yujin Kitagawa, Takashi Murakami. Keba Keba. Tokyo, Hiropon Factory/Kaikaikiki, 2003. ISBN 4-939148-09-2
- Takashi Murakami. Little Boy: The Arts of Japan's Exploding Subculture.[31]

### Merchandising
Oltre a realizzare costose opere d'arte destinate al mercato dell'arte tradizionale, Murakami ha prodotto e commercializzato oggetti destinati al consumo di massa come agende, borse, carte da parati, cuscini, giocattoli, magliette, pupazzi, scatole di caramelle e skateboard.
Questi oggetti sono stati esposti nell'area di merchandising di © Murakami, un vero e proprio negozio allestito all'interno della mostra retrospettiva sull'opera dell'artista. Le pareti delle sale espositive dei musei che hanno ospitato la mostra © Murakami erano tappezzate con la carta da parati disegnata da Murakami.
Nel 2006 ha realizzato per Louis Vuitton, in collaborazione con lo stilista Marc Jacobs, la borsa in edizione limitata Cherry Blossom, disegnando per l'occasione un pattern kawaii con il monogramma dell'azienda di moda.

## Premi e riconoscimenti
- 2006. Best Thematic Museum Show - Heisei 17. New York.[4]
- 1994 - 1995. Asian Cultural Council Fellowship, MoMA PS1 International Studio Program.